# Shadows of War
Albums de Loudness
Thunder in the East
(1985) Hurricane Eyes
(1987)
Singles
1. Let It Go
Sortie : 10 mars 1986

Shadows of War est le 6e album studio du groupe de heavy metal japonais, Loudness. Il est sorti  le 24 mars 1986 sur le label Warner Music Japan au Japon et a été produit par Max Norman.

## Historique
Cet album fut enregistré à Tokyo dans les studios Sedic et Take One entre décembre 1985 et février 1986. 
L'album est intitulé Shadows Of War au Japon, mais est renommé Lightning Strikes à l'international, avec d'autres modifications: la pochette est différente, les pistes sont classées différemment et remixées, notamment les titres Complication et Who Knows, et le titre Shadows Of War est renommé Ashes in the sky.

## Lightning Strikes
- Tous les titres sont signés par le groupe.

| No | Titre                             | Durée |
| -- | --------------------------------- | ----- |
| 1. | Let it Go                         | 4:13  |
| 2. | Dark Desire                       | 4:19  |
| 3. | 1000 Eyes                         | 4:35  |
| 4. | Face to Face                      | 3:49  |
| 5. | Who Knows                         | 4:02  |
| 6. | Ashes in the Sky (Shadows Of War) | 6:02  |
| 7. | Black Star Oblivion               | 3:55  |
| 8. | Street Life Dream                 | 4:28  |
| 9. | Complication                      | 4:00  |

## Shadows of War
- Tous les titres sont signés par le groupe.

| No | Titre                            | Durée |
| -- | -------------------------------- | ----- |
| 1. | Shadows Of War                   | 6:04  |
| 2. | Let It Go                        | 4:15  |
| 3. | Streetlife Dreams                | 4:26  |
| 4. | Black Star Oblivion              | 3:59  |
| 5. | One Thousand Eyes                | 5:01  |
| 6. | Complication                     | 4:01  |
| 7. | Dark Desire                      | 4:22  |
| 8. | Face To Face                     | 3:50  |
| 9. | Who Knows (Time to Take a Stand) | 4;03  |

## Formation
- Minoru Niihara - Chants
- Akira Takasaki - Guitare
- Masayoshi Yamashita - Basse
- Munetaka Higuchi - Batterie